# Jonelle Allen
Pour les articles homonymes, voir Allen.
 (mai 2014).
Si vous disposez d'ouvrages ou d'articles de référence ou si vous connaissez des sites web de qualité traitant du thème abordé ici, merci de compléter l'article en donnant les références utiles à sa vérifiabilité et en les liant à la section « Notes et références ».
Jonelle Allen (née le 8 juillet 1948 à New York) est une actrice, chanteuse et danseuse américaine.

## Biographie
Née à New York le 8 juillet 1948, Jonelle Allen a grandi à Sugar Hill.
Elle a fait ses débuts à Broadway à l'âge de six ans dans  The Wisteria Trees, une adaptation américanisée de La Cerisaie avec Helen Hayes. Elle a également fait des apparitions régulières dans une série locale pour enfants à la télévision, The Merry Mailman, réalisée par Ray Heatherton.
Elle a reçu une nomination aux Tony Awards pour la pièce Two Gentlemen of Verona.
Elle a joué dans plusieurs films américains : Cotton Comes to Harlem, L'Hôtel New Hampshire et The River Niger (pour lequel elle a remporté un NAACP Image Awards).
Elle a également tourné dans des séries : Barney Miller, La croisière s'amuse, All in the Family, Trapper John, M.D., Capitaine Furillo, Cagney et Lacey, Urgence. Elle a joué une détenue de prison lesbienne dans Cage Without a Key en 1975, téléfilm qui met en vedette Susan Dey.
Elle a joué pendant six ans dans la série Docteur Quinn, femme médecin, ainsi que dans le feuilleton NBC Générations et dans The Midnight Hour.

## Filmographie

### Cinéma
- 1970 : La Croix et le Poignard : Bishop Deb
- 1970 : Le Casse de l'oncle Tom (Cotton Comes to Harlem) d'Ossie Davis : Secretary
- 1972 : Come Back, Charleston Blue (en) : Carol
- 1976 : The River Niger : Ann Vanderguild
- 1984 : L'Hôtel New Hampshire : Sabrina
- 1998 : Next Time : Evelyn
- 1999 : Blues for Red : Dora
- 2001 : Flossin : Viola
- 2003 : Mr. Barrington : Mother Anne
- 2008 : Float : Madge

### Courts-métrages
- 2005 : As Seen on TV
- 2014 : Dr. Quinn, Morphine Woman with Jane Seymour
- 2016 : Spotlight 2

### Télévision

#### Séries télévisées
- 1971 : Dan August
- 1974 : The Wide World of Mystery : Eva
- 1974-1975 : Sergent Anderson : Maxine Fuller / Laurette Blake
- 1975 : Barney Miller : Officer Turner
- 1975 : Police Story : Merrilly Goodwin / Mary Sue
- 1976 : Joe Forrester
- 1978 : All in the Family : Marabel
- 1978 : La croisière s'amuse : Andrea Martin
- 1978 : What's Happening!! : Love-is-Life
- 1979 : The White Shadow : Shelley
- 1980-1981 : Palmerstown, U.S.A. : Bessie Freeman
- 1982 : Trapper John, M.D. (en) : Jane Doe
- 1983-1984 : Cagney et Lacey : Claudia Petrie / Elizabeth Carter
- 1984 : Capitaine Furillo : Linda Talbot
- 1985 : Berrenger's : Stacey Russell
- 1986 : New Love, American Style
- 1987 : La Malédiction du loup-garou : Emily
- 1987 : Le Voyageur : Sunny
- 1989-1991 : Générations : Doreen Jackson
- 1992 : The Royal Family (en) : Nina Martin
- 1992 : The Trials of Rosie O'Neill : Loretta
- 1993-1998 : Docteur Quinn, femme médecin : Grace
- 1997 : The Eddie Files : Eddie's Music Teacher
- 1999 : Destins croisés : Dr Grace Grant-Heistings, M.D. / Nurse Daisy Bradford
- 2000-2003 : Urgences : Debbie Marlin
- 2002 : La Vie avant tout : Connie
- 2007 : Girlfriends : Eleanor
- 2016 : American Crime Story : Mom Darden
- 2017 : Shameless : Mrs. Cardinal

#### Téléfilms
- 1971 : The Coming Asunder of Jimmy Bright
- 1975 : Cage Without a Key (en) : Tommy
- 1975 : Foster and Laurie (en) : Jacqueline Foster
- 1976 : The American Woman: Portraits of Courage : Rosa Parks
- 1979 : Vampire : Brandy
- 1980 : Brave New World (en) : Fanny Crowne
- 1981 : Perfectly Frank
- 1982 : Victims : Maydene Jariott
- 1985 : The Midnight Hour (en) : Lucinda Cavender
- 1986 : Verdict : Susan Jansen
- 1992 : Le Cimetière oublié (Grave Secrets: The Legacy of Hilltop Drive) : Madeline Garrick
- 1999 : Une famille déchirée : Grace
- 2014 : The Divorce : Thelma Massey